# Rainer Honeck
Rainer Honeck (* 1961 in Nenzing) ist ein österreichischer Violinist und Konzertmeister der Wiener Philharmoniker.

## Leben und Wirken
Honeck wurde als Sohn eines Postangestellten geboren und hat sieben Geschwister, darunter der Dirigent Manfred Honeck. Sein Studium absolvierte er in Wien bei Edith Bertschinger an der Hochschule für Musik und darstellende Kunst sowie bei Alfred Staar.
Ab 1981 wirkte er als erster Geiger im Orchester der Wiener Staatsoper, seit 1984 ist er Mitglied der Wiener Philharmoniker, wo er zum Konzertmeister berufen wurde. Parallel dazu gastiert Honeck als Solist in Europa, Amerika und Asien, zum Beispiel in der Londoner Royal Albert Hall, der New Yorker Carnegie Hall und der Suntory Hall in Tokio, arbeitete mit Orchestern wie den Wiener Philharmonikern, dem London Symphony Orchestra, dem Pittsburgh Symphony Orchestra, dem Orchester des Mariinski-Theaters und der Tschechischen Philharmonie unter der Leitung von Dirigenten wie zum Beispiel Herbert Blomstedt, Semjon Bytschkow, Christoph von Dohnányi, Daniele Gatti, Waleri Gergijew, Daniel Harding, Manfred Honeck, Mariss Jansons, Zubin Mehta, Riccardo Muti, Kirill Petrenko und Michael Tilson Thomas.
Als Kammermusiker leitete er die Wiener Virtuosen (Mitglieder der Wiener Philharmoniker) und wirkte als Konzertmeister des Kammerorchester Wien-Berlin (Mitglieder der Wiener und Berliner Philharmoniker) und des Ensemble Wien.
Honeck spielt der „Chaconne“ genannten Violine von Antonio Stradivari aus dem Jahr 1725, eine Leihgabe der Oesterreichischen Nationalbank.

## Diskografie (Auswahl)
- Dvořák & Mendelssohn: Conzertos for Violin and Orchestra. Mit der Tschechischen Philharmonie, Dirigent: Ken’ichirō Kobayashi (Canyon Classics; 1996)
- Wolfgang Amadeus Mozart: Solokonzerte für Violine und Orchester (Violinkonzerte Nr. 3 & 5, Sinfonia concertante für Violine und Viola, Concertone für 2 Violinen und Orch. KV 190). Mit Tobias Lea, Viola; Milan Šetena, Violine; Vienna Classical Players; Dirigent: Martin Kerschbaum (Orfeo; 2006)
- Schubert: The Complete Works for Violin and Piano. Mit Christopher Hinterhuber, Klavier (Studio Frohla; 2009)
- Rondo. Werke von Schubert und Mozart. Mit dem Kammerorchester Wien-Berlin. Leitung: Rainer Honeck (Sony Classical; 2012)